# Die Unzertrennlichen (Walzer)
Die Unzertrennlichen ist ein Walzer von Johann Strauss (Sohn) (op. 108). Das Werk wurde am 16. Februar 1852 im Redouten Saal in der Hofburg in Wien erstmals aufgeführt.

## Einzelnachweis
1. ↑  Quelle: Englische Version des Booklets (Seite 84) in der 52 CDs umfassenden Gesamtausgabe der Orchesterwerke von Johann Strauß (Sohn), Hrsg. Naxos (Label). Das Werk ist als vierter Titel auf der 31. CD zu hören.